# Vidas, opiniones y sentencias de los filósofos más ilustres
Vidas, opiniones y sentencias de los filósofos más ilustres (en griego antiguo: Βίοι καὶ γνῶμαι τῶν ἐν φιλοσοφίᾳ εὐδοκιμησάντων) es una compilación de la vida y obra de los filósofos griegos realizada por Diógenes Laercio, hacia la primera mitad del siglo III d. C.
Es la única exposición amplia de la historia de la filosofía griega que nos ha llegado, aunque sabemos que autores anteriores escribieron exposiciones similares —que Diógenes Laercio debió utilizar al componer esta obra—, pero se han perdido. 
Algunos manuscritos han transmitido el título como De Diógenes Laercio: Vidas y sentencias de los más famosos entre los filósofos y recopilación sucinta de las doctrinas de cada escuela, y esta versión del título expresa mejor la intención del autor de compendiar vidas a la vez que doctrinas, y de agrupar a los filósofos seleccionados por sucesiones o escuelas de pensamiento.

## Visión de conjunto

### Características
La obra ofrece dos características: 
- la cantidad y variedad de noticias que transmite, por un lado, y
- la poca profundidad en la exposición de sus contenidos, por otro.

Es de agradecer la riqueza y extensión de noticias, pero se echa en falta «un talante más crítico, más valorativo; en definitiva un estudio más riguroso y penetrante en la exposición de las ideas y menos recargado de anécdotas y detalles pintorescos».
Pese a las insuficiencias señaladas, su texto proporciona 1186 citas a 365 obras de unos 250 autores, y da otras 350 citas anónimas. Además nos ha trasmitido tres cartas íntegras de Epicuro, y el tratado titulado Máximas capitales, fragmentos de cartas de otros autores y varios testamentos.
En suma, la obra de Diógenes Laercio no es tanto una historia de la filosofía documentada y crítica, articulada al modo de los eruditos decimonónicos (una pretensión imposible en la época en que se redactó), sino un anecdotario muy amplio ordenado por criterios taxónomicos y cronológicos, es decir tratando de seguir la sucesión de las escuelas y el orden de aparición de sus integrantes.

«Desde el siglo XVI hasta hoy ha sido uno de los textos más atractivos, más informados, amenos y divertidos sobre los dichos y las figuras de los antiguos filósofos, dicho sea con la venia de Hegel y otros adustos historiadores de las ideas, con los que nuestro buen erudito no había pensado competir».
Carlos García Gual

### Desatención a lo reciente
Diógenes Laercio compuso sus Vidas a comienzos del siglo III d. C. pero apenas incluye en su contenido corrientes de pensamiento contemporáneas a su época. No hay ninguna referencia al neoplatonismo, al cristianismo o al neopitagorismo. Todas esas corrientes se estaban desarrollando bajo sus ojos pero no han dejado huella en su obra. Tampoco hay alusión a la revitalización del aristotelismo por Alejandro de Afrodisias, ni parece conocer la edición y reordenación de las obras de Aristóteles hecha en el siglo I d. C. por Andrónico de Rodas.
Se han ofrecido dos explicaciones no excluyentes de este descuido de lo reciente. Una de ellas reposa en que D. Laercio era un provinciano y dependía de la biblioteca de Nicea, su ciudad de residencia, que no estaba al día de las novedades. Otra explicación es que D. Laercio descuidaba el presente de las escuelas filosóficas porque su objetivo era escribir una historia de su pasado esplendor, desde una perspectiva de reverencia por lo arcaico, y en ello no es muy diferente a Pausanias, a Ateneo o a Sexto Empírico que tampoco mencionan monumentos, poetas o pensadores de menos de tres siglos de antigüedad.

### Posible dedicatoria
En un lugar del libro III, dedicado a Platón, Diógenes Laercio se dirige a una dama, y le manifiesta que sigue sus preferencias en la exposición de las doctrinas del filósofo: 

«Para ti, que eres de manera justa devota de Platón y que, más que de cualquier otro, estudias empeñadamente los pensamientos fundamentales del filósofo, consideré necesario dar un resumen...».
D. Laercio, Vidas, III, 47, traducción de Carlos García Gual.

De este párrafo se ha querido deducir que la obra completa, o al menos el libro III, le estaba dedicado. Si esto es así, la dedicatoria explícita se ha perdido. Incluso se ha querido saber quién podría ser la dedicataria, señalándose a una Arria, mencionada por Galeno, o bien a Julia Domna, mujer del emperador Septimio Severo.

### Características de las biografías laercianas
En la composición de cada biografía, Diógenes Laercio suele seguir el esquema siguiente:
1. Nombre y origen.
2. Educación, formación filosófica, viajes.
3. Lugar en la fundación o sucesión de una escuela.
4. Carácter y temperamento, ilustrado por dichos y anécdotas.
  -  Incluye atuendo, rasgos físicos, temperamento, rasgos morales, amoríos (en especial los escandalosos), hábitos de alimentación y de rutina diaria, valoración literaria, anécdotas que pretenden ser edificantes, divertidas o peculiares.[16][17]
5. Sucesos importantes de su vida
6. Anécdotas sobre su muerte, epigramas.
7. Datos cronológicos, momento de florecimiento.
8. Obras.
9. Doctrinas.
10. Documentos (cartas, testamento).
11. Otros personajes de idéntico nombre (homónimos).
12. Notas sueltas, burlas recibidas, lista de seguidores, actividades políticas.

Según Marcello Gigante, filólogo italiano que ha estudiado la obra de Diógenes Laercio, los trazos principales de las biografías que incluye en esta obra son:
- Nunca faltan los datos de nacimiento o florecimiento (acmé) y de su muerte. Siguen luego apotegmas, sentencias, máximas, opiniones, anécdotas. Se intenta hacer un retrato de las cualidades morales y del carácter del personaje.
- La biografía nunca es un panegírico ni un reproche, aunque en el caso de Epicuro sí realiza una clara apología.
- La biografía es de tipo literario, no histórico al estilo de Plutarco.
- Se intenta que haya integración entre los sucesos externos y el microcosmos interior del biografiado.
- «Una biografía laerciana no es por sí misma filosofía, pero puede servir a la filosofía, más o menos como un bíos plutarqueo no es historia, pero puede servir a la historia».

## Contenido y organización

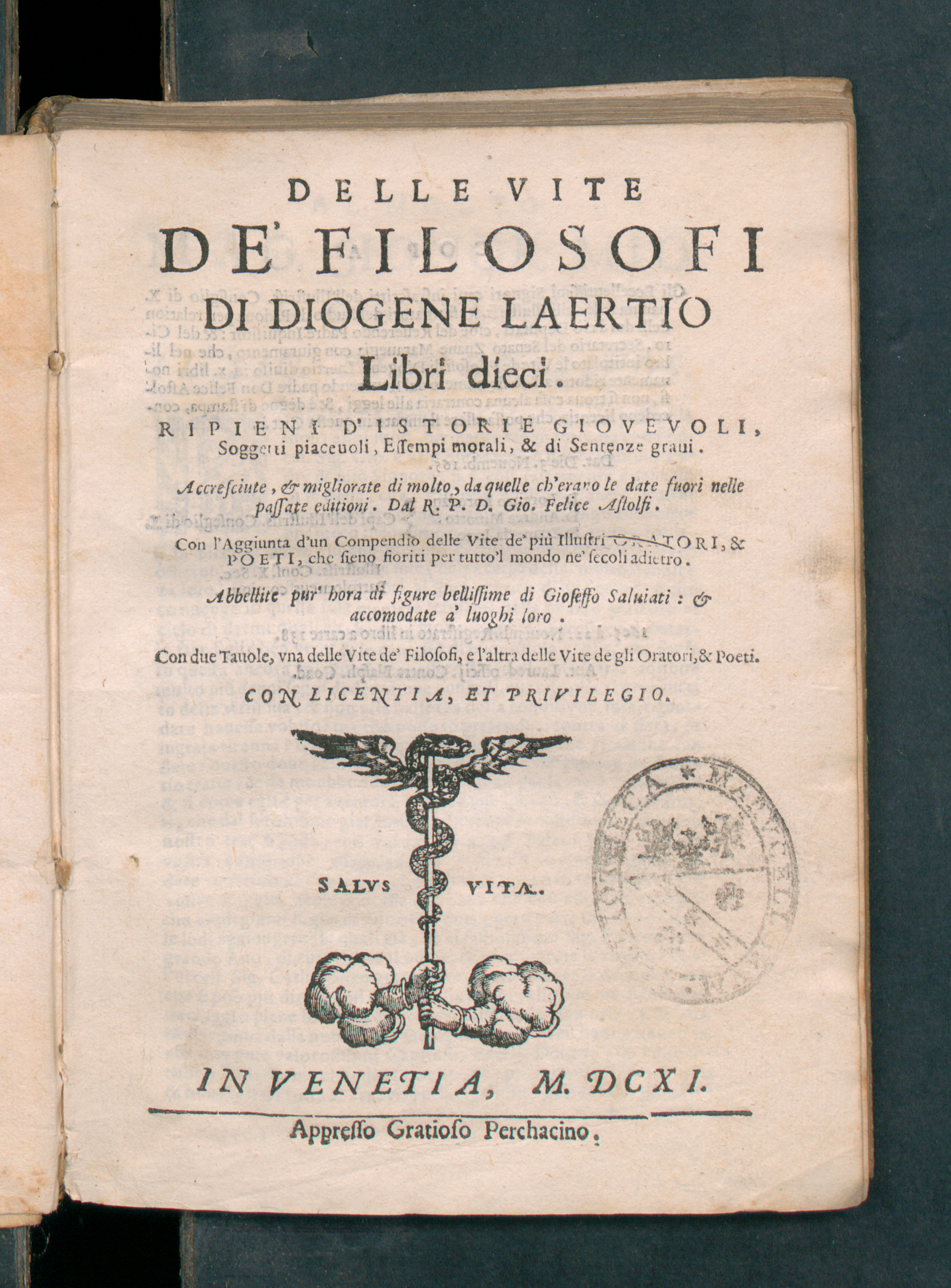
Traducción italiana de la obra de Diógenes Laercio, Venecia 1611.

Las Vidas constan de un proemio y de la reseña de la vida y obra de 82 filósofos, organizados en diez libros de desigual extensión. 
El primer libro está dedicado a los Siete sabios de Grecia (aunque son once las biografías que incluye). Los restantes filósofos están agrupados por escuelas, y estas, a su vez, en dos grandes sucesiones: la jónica y la itálica. Hay dos libros que solo contienen un único filósofo, los dedicados a Platón (libro III) y a Epicuro (X); y el libro VII, dedicado a los estoicos, muestra signos de ser incompleto, con pérdidas importantes.
Dentro del texto, D. Laercio incluye epigramas de su propia creación y de desigual agudeza, relacionados con la vida y obra del filósofo compendiado. Estos epigramas habían sido publicados en una obra anterior, Pammetros (Παμμέτρoς, ‘En metros diversos’), dedicada a muertos ilustres, de la que nos quedan 49 epigramas referidos a 43 autores, precisamente los incluidos en estas Vidas.

### Libro I:Proemio. Los siete sabios de Grecia.
- Proemio: explicación general sobre el origen de la filosofía y subdivisión en dos sucesiones principales: jónica e itálica.
- Tales de Mileto: Biografía del filósofo y matemático Tales de Mileto, uno de los siete sabios de Grecia. Sentencias, opiniones y versos. Epigramas en su sepulcro y epístolas a Ferécides y a Solón.
- Solón: Biografía de Solón, legislador ateniense y otro de los siete sabios de Grecia. Epístolas y versos de Solón.
- Quilón: Vida y dichos del lacedemonio Quilón de Esparta, Epístola de Quilón a Periandro.
- Pítaco: Vida, sentencias y consejos del estadista lesbio Pítaco de Mitilene. Epístola de Pítaco a Creso, rey de Lidia.
- Bías: Vida y muerte del filósofo Bías de Priene. Versos, sentencias y epitafio.
- Cleóbulo: Breve semblanza de Cleóbulo de Lindos. Carta a Solón.
- Periandro: Semblanza y epístolas del tirano Periandro de Corinto.
- Anacarsis: Breve semblanza del filósofo Anacarsis el escita. Epístola de Anacarsis a Creso.
- Misón: Breve biografía de la vida de Misón de Quene.
- Epiménides: Semblanza del filósofo y poeta Epiménides el cretense. Hechos de su vida y carta a Solón.
- Ferécides: Discípulo de Pítaco. El primer griego que escribió sobre el alma y los dioses. Carta de Ferécides de Siros a Tales de Mileto.

### Libro II:Sucesión Jónica. Milesios y socráticos menores.
- Anaximandro: Breve semblanza y recopilación de pensamientos del filósofo jonio Anaximandro.
- Anaxímenes: Semblanza de Anaxímenes de Mileto y cartas a Pitágoras.
- Anaxágoras: Biografía y opiniones del filósofo Anaxágoras de Clazomene.
- Arquelao: Referencias al maestro de Sócrates y primer filósofo ateniense Arquelao.
- Sócrates: Vida, juicio y muerte de Sócrates.
- Jenofonte: Biografía del historiador y filósofo Jenofonte, uno de los discípulos de Sócrates.
- Esquines: Semblanza del filósofo socrático Esquines.
- Aristipo: Biografía del filósofo Aristipo de Cirene, discípulo de Sócrates y fundador de la escuela de Cirene o hedonista. Opiniones y discípulos de Aristipo.
- Fedón: Relación de los escritos de Fedón.
- Euclides: Semblanza y opiniones del filósofo Euclides de Mégara. Incluye breves referencias al lógico y filósofo griego Diodoro Crono.
- Estilpón: Semblanza de Estilpón de Mégara, filósofo de la escuela de Mégara.
- Critón : Relación de los escritos de Critón de Atenas, uno de los discípulos de Sócrates.
- Simón: Relación de los escritos del filósofo Simón, otro discípulo de Sócrates.
- Glaucón: Relación de los escritos del filósofo Glaucón de Atenas.
- Simmias: Relación de los escritos del filósofo Simmias de Tebas.
- Cebes: Relación de los escritos del filósofo tebano Cebes.
- Menedemo: Biografía y pensamientos del filósofo Menedemo de Eretria. Carta de Menedemo al rey Demetrio Poliorcetes.

### Libro III:Platón.
- Platón: Biografía, poemas y testamento de Platón. Relación de sus diálogos y escritos. Exposición de la filosofía platónica.

### Libro IV:Filósofos académicos.
- Espeusipo: Semblanza y obras de Espeusipo, sucesor de Platón en la Academia.
- Jenócrates: Semblanza y obras del filósofo platónico Jenócrates.
- Polemón: Semblanza de Polemón el Escolarca, uno de los directores de la Academia de Platón.
- Crates: Semblanza de Crates de Triasio, otro de los directores de la Academia de Platón.
- Crantor: Semblanza y versos del platónico Crantor de Soli.
- Arcesilao: Biografía del filósofo platónico Arcesilao, fundador de la llamada Academia Media. Carta a Taumasias.
- Bión: Semblanza de Bión de Borístenes, discípulo de Crates, los cínicos y Teodoro el Ateo.
- Lácides: Breve semblanza de Lácides de Cirene, fundador de la Academia Nueva y sucesor de Arcesilao.
- Carnéades: Semblanza de Carnéades de Cirene, también director de la Academia Nueva.
- Clitómaco: Algunas referencias biográficas de Clitómaco, discípulo de Carnéades.

### Libro V:Aristóteles. Filósofos peripatéticos.
- Aristóteles: Biografía, obras y testamento de Aristóteles. Exposición de la filosofía aristotélica.
- Teofrasto: Biografía, obras y testamento de Teofrasto, sucesor de Aristóteles al frente del Liceo.
- Estratón: Relación de obras y testamento del aristotélico Estratón de Lámpsaco, sucesor de Teofrasto en la dirección del Liceo.
- Licón: Semblanza y testamento del filósofo Licón de Tróade, director del Liceo y sucesor de Estratón.
- Demetrio: Semblanza del aristotélico Demetrio de Falero, filósofo y gobernador de Atenas.
- Heráclides: Semblanza y obras del filósofo aristotélico Heráclides Póntico.

### Libro VI:Filósofos cínicos.
- Antístenes: Biografía, obras y pensamiento del filósofo ateniense Antístenes, discípulo de Sócrates y fundador de la escuela cínica.
- Diógenes: Biografía, anécdotas, dichos y opiniones del filósofo Diógenes de Sinope (Diógenes el cínico).
- Mónimo: Breve semblanza del filósofo cínico Mónimo de Siracusa, discípulo de Diógenes.
- Onesícrito: Brevísimas referencias a Onesícrito, discípulo de Diógenes el cínico.
- Crates: Semblanza y versos de Crates de Tebas.
- Metrocles: Semblanza del filósofo Metrocles, discípulo de Crates y hermano de Hiparquía.
- Hiparquía: Breve semblanza de Hiparquía, esposa de Crates, filósofa cínica y una de las primeras mujeres filósofas conocidas.
- Menipo: Breve semblanza del poeta y filósofo Menipo de Gadara.
- Menedemo: Breve referencia a Menedemo (el filósofo cínico),[22] y exposición global de las ideas cínicas.

### Libro VII:La Estoa: filósofos estoicos.
- Zenón de Citio: Biografía de Zenón de Citio. Vida y muerte del fundador del estoicismo. Obras, discípulos y filosofía: división de la filosofía, lógica y dialéctica estoica; física, cosmología, psicología, antropología y ética estoica. Cartas del rey Antígono a Zenón de Citio y de Zenón al rey Antígono. Decreto de los atenienses acerca de Zenón.
- Aristón: Biografía de Aristón de Quíos y lista de sus obras. Es el primero de los discípulos que se desvían de las enseñanzas de Zenón.
- Hérilo: Brevísima referencia a la vida y obras de Hérilo de Calcedonia.
- Dionisio: Aún más breve referencia a Dionisio de Heraclea, apodado Dionisio el Tránsfuga, último de los disidentes.
- Cleantes: Biografía, obras y opiniones del filósofo estoico Cleantes de Aso, sucesor de Zenón.
- Esfero: Semblanza y relación de obras de Esfero Bosforano, filósofo de la escuela estoica.
- Crisipo: Biografía de Crisipo de Soli, tercer sucesor de Zenón (tras Zenón, el más importante filósofo estoico griego), y relación exhaustiva de sus obras.[23]

### Libro VIII:Sucesión italiana. Pitágoras y pitagóricos.
- Pitágoras: Biografía de Pitágoras. Vida, muerte y relación de discípulos del filósofo y matemático Pitágoras. Escritos costumbres, ritos y prohibiciones en el pitagorismo. Filosofía pitagórica: física, psicología y ética. Epigramas a Pitágoras. Carta de Pitágoras a Anaxímenes.
- Empédocles: Vida y muerte del filósofo Empédocles. Epigramas a Empédocles.
- Epicarmo: Breve semblanza del filósofo pitagórico Epicarmo.
- Arquitas: Referencias al matemático, estadista y filósofo pitagórico Arquitas de Tarento. Cartas de Arquitas a Platón y de Platón a Arquitas.
- Alcmeón: Semblanza del filósofo pitagórico, fisiólogo y médico Alcmeón de Crotona.
- Hipaso: Brevísima semblanza del pitagórico Hipaso de Metaponto.
- Filolao: Referencias biográficas al matemático, astrónomo y filósofo pitagórico Filolao de Crotona. Su influencia en Platón.
- Eudoxo: Semblanza del matemático, astrónomo y filósofo pitagórico Eudoxo de Cnido.

### Libro IX:Heráclito, eleáticos, atomistas y escépticos.
- Heráclito: Biografía y opiniones de Heráclito de Éfeso. Epigramas a Heráclito. Carta del rey persa Darío a Heráclito y de Heráclito al rey Darío.
- Jenófanes: Referencias biográficas y opiniones del filósofo Jenófanes de Colofón, maestro de Parménides.
- Parménides: Referencias biográficas y opiniones de Parménides, fundador de la escuela de Elea.
- Meliso: Brevísimas referencias a la vida y pensamiento de Meliso de Samos, discípulo de Parménides.
- Zenón de Elea: Semblanza de Zenón de Elea, inventor de la dialéctica y discípulo de Parménides.
- Leucipo: Opiniones de Leucipo de Mileto, primer filósofo atomista.
- Demócrito: Biografía, opiniones y obras del filósofo atomista Demócrito, discípulo de Leucipo.
- Protágoras: Semblanza, obras, dichos y opiniones del fundador de la sofística, Protágoras de Abdera.
- Diógenes: Opiniones de Diógenes de Apolonia.
- Anaxarco: Semblanza del filósofo Anaxarco de Abdera, amigo y consejero de Alejandro Magno y discípulo de Demócrito.
- Pirrón: Vida del filósofo Pirrón de Elis, fundador del escepticismo griego. Diógenes Laercio es una de las fuentes más completas de la antigüedad para conocer el escepticismo griego. Presenta los famosos diez tropos o modos utilizados por la escuela escéptica para negar la posibilidad del conocimiento.
- Timón: Semblanza del poeta y filósofo escéptico Timón el Silógrafo. Relación de los filósofos escépticos griegos.

### Libro X:Epicuro.
- Epicuro: Biografía de Epicuro. Relato de su vida y muerte. Testamento, discípulos y escritos del filósofo. De estos Diógenes Laercio nos ofrece fragmentos de su obra De la Naturaleza, y también textos completos relativos a Epistemología, Física y Ética: son sus Máximas capitales y sus cartas a Heródoto, a Pítocles y a Meneceo. Termina D. Laercio con un resumen de las doctrinas del epicureísmo que le sirve de cierre final de toda su compilación de vidas y doctrinas de filósofos.[24]

## Repercusión de la obra

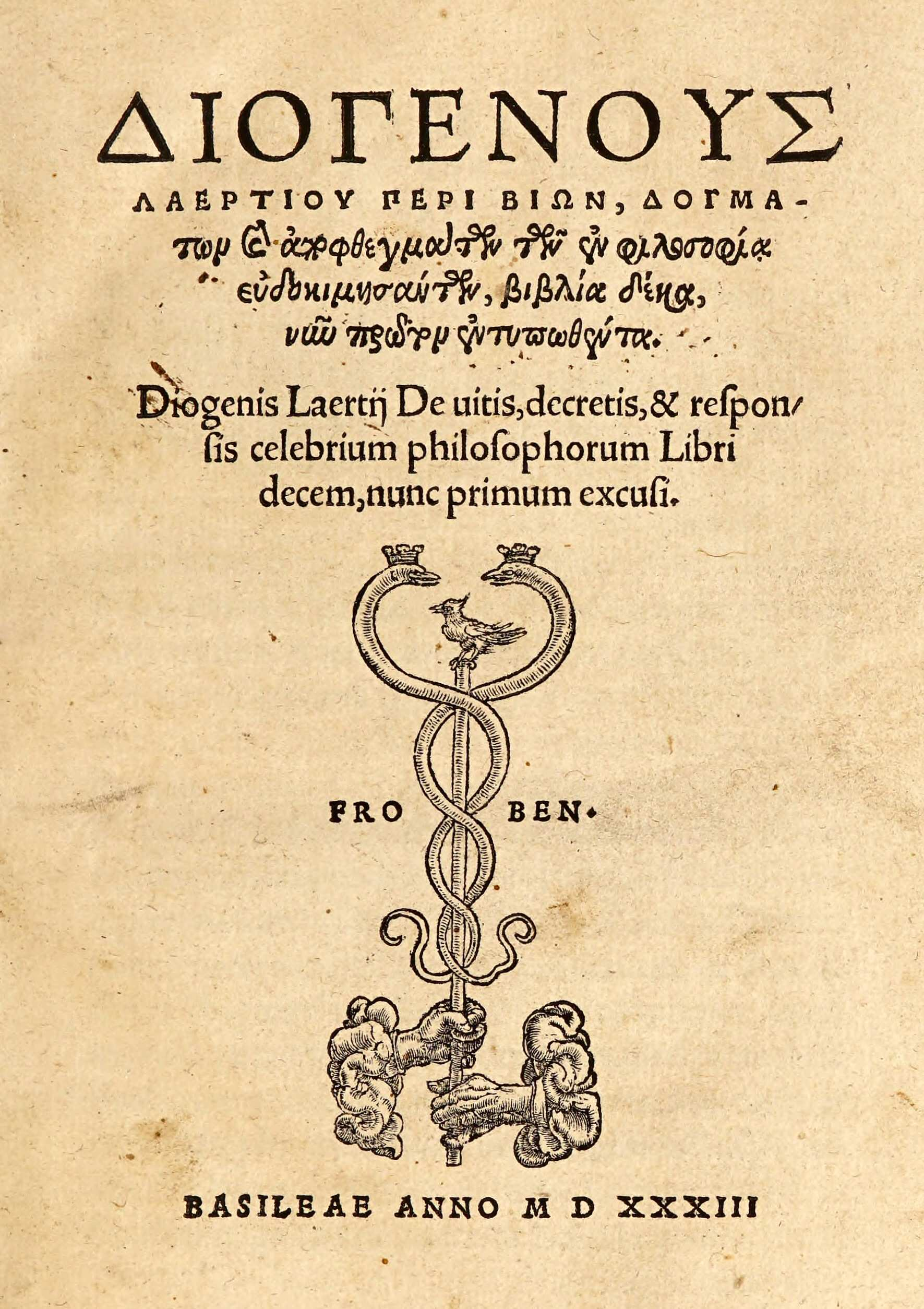
Portada de la editio princeps del texto griego de las Vidas de Diógenes Laercio, impresa en Basilea, en 1533.

No está claro por qué ha sobrevivido el libro de D. Laercio. Apenas fue leído en su tiempo (siglo III). Las primeras menciones aparecen en Sópatro de Apamea (s. IV) y Esteban de Bizancio (s. VI). También lo mencionan la Suda y la Antología palatina (s. X ambas). En la Baja Edad Media aparece una traducción al latín del monje inglés Gualterus Burlaeus (Walter Burley, s. XIV), y en el primer Renacimiento otra del camaldulense italiano Ambrosius Traversarius (finales del s. XV).
Con la llegada de la imprenta se editaron como fragmentos separados las vidas de Aristóteles y Teofrasto, impresas por Aldo Manucio en Venecia, en 1497. La edición príncipe para el texto griego completo fue la de Froben en Basilea, en 1533. La acogida entre los eruditos es positiva, en tanto que no hay obra similar tan rica en detalles entre las transmitidas por la tradición griega, y Michel de Montaigne se lamentaba, a finales del s. xvi, de que no hubiesen existido una docena de Laercios en lugar de uno solo.
Pero en el siglo XIX la historiografía y la filología alemanas se resienten de la superficialidad de sus noticias y anécdotas y de la falta de rigor en la ordenación del material recogido por D. Laercio. Hegel desdeña la obra por su falta de sustancia filosófica y solo la valora en lo que tiene de aportación biográfica, y el joven Nietzsche, como filólogo, mantiene en su tesis doctoral un rechazo crítico, aunque más tardíamente, como filósofo, muestra una cierta simpatía por los rasgos de vitalidad que la obra de D. Laercio transmite.
A finales del siglo XX, sin embargo, resuge el interés por la obra de Diógenes Laercio, como muestra la aparición de nuevos estudios como los de Mejer o Gigante, de nuevas traducciones al español, al inglés y al francés, y de dos ediciones críticas del texto griego: las de Marcovich y de Dorandi.

## Transmisión del texto

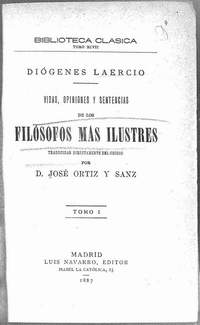
Edición en español de las Vidas de Diógenes Laercio, traducidas por José Ortiz y Sanz.

### Manuscritos
El texto griego de las Vidas de Diógenes Laercio nos ha llegado en distintos manuscritos medievales:
- B: Biblioteca Nacional de Nápoles, siglo xii, llamado Codex Borbonicus.
- P: Biblioteca Nacional de Francia, París, siglo xi-xii, Codex Parisinus.
- F: Biblioteca Medicea Laurenciana, Florencia, siglo xiii, Codex Laurentinus.
- Φ, Φh: Biblioteca Apostólica Vaticana, siglo xii, solo extractos. El manuscrito Φh es el anteriormente atribuido a Hesiquio de Mileto.
- Vi: Biblioteca Nacional de Austria, Viena, siglo x, solo extractos del libro III.

Todos los manuscritos completos parecen derivar de un único manuscrito anterior, al faltarles a todos ellos la última parte del libro VII, que se interrumpe en medio de la lista de las obras del estoico Crisipo.
Ha habido manuscritos con traducciones latinas, pero no han sobrevivido. Una obra del siglo x con el título Tractatus de dictis philosophorum muestra cierta influencia de la obra de Diógenes Laercio. En el siglo xii, el siciliano Enrique Aristipo tradujo parcialmente las Vidas al latín. En el siglo xiv un autor anónimo hizo una traducción al latín en su De vita et moribus philosophorum, atribuida a Walter Burley pero con interpolaciones posteriores de una fuente anónima (Pseudo-Burley). Hasta el siglo xv no hubo una traducción completa: la de Ambrosio Traversarius.

### Ediciones impresas
La versión en latín de Traversarius fue la primera traducción impresa de las Vidas, primero en Roma hacia 1472, y luego en Venecia en 1475.. En cuanto al texto griego, la primera impresión fue parcial: las vidas de Aristóteles y Teofrasto por Aldo Manucio en 1497, y el texto completo (editio princeps) en Basilea en 1533, impreso por Froben. La edición en griego y latín de Meibom, hecha en Ámsterdam en 1692 (2 tomos), dividió el texto en párrafos numerados de longitud similar, y esta numeración es la que se ha impuesto en las referencias a D. Laercio. Recientemente han aparecido dos ediciones críticas del texto griego, la de Marcovich en 2008, y la de Dorandi en 1913.

### Traducciones
En español, la primera traducción es la de Ortiz y Sanz, publicada en 1792, siendo durante mucho tiempo la única  disponible por su adecuada calidad. Recientemente hay que señalar las traducciones de García Gual, en 2007, y la menos difundida de Bredlow, en 2010.
En francés hay que señalar la colectiva de Goulet-Cazé de 1999, muy anotada. En inglés, la reciente de Mensch y Miller, hecha sobre el griego de la edición crítica de Dorandi, y con cuidados apéndices redactados por varios especialistas. En alemán, la cuidada y trabajada traducción de Jürss.